# La Hague
La Hague es una comuna nueva francesa situada en el departamento de Mancha, de la región de Normandía.

## Historia
Fue creada el 1 de enero de 2017, en aplicación de una resolución del prefecto de Mancha de 27 de septiembre de 2016 con la unión de las comunas de Acqueville, Auderville, Beaumont-Hague, Biville, Branville-Hague, Digulleville, Éculleville, Flottemanville-Hague, Gréville-Hague, Herqueville, Jobourg, Omonville-la-Petite, Omonville-la-Rogue, Sainte-Croix-Hague, Saint-Germain-des-Vaux, Tonneville, Urville-Nacqueville, Vasteville y Vauville, pasando a estar el ayuntamiento en la antigua comuna de Beaumont-Hague.

## Demografía
| Gráfica de evolución demográfica de La Hague entre 1800 y 2013 |
|                                                                |

Los datos entre 1800 y 2013 son el resultado de sumar los parciales de las diecinueve comunas que forman la nueva comuna de La Hague, cuyos datos se han cogido de 1800 a 1999, para las comunas de Acqueville, Auderville, Beaumont-Hague, Biville, Branville-Hague, Digulleville, Éculleville, Flottemanville-Hague, Gréville-Hague, Herqueville, Jobourg, Omonville-la-Petite, Omonville-la-Rogue, Sainte-Croix-Hague, Saint-Germain-des-Vaux, Tonneville, Urville-Nacqueville, Vasteville y Vauville de la página francesa EHESS/Cassini. Los demás datos se han cogido de la página del INSEE.

## Composición
| Comuna delegada        | Código INSEE | Población (2013) | Superficie (km²) | Densidad (hab./km²) |
| ---------------------- | ------------ | ---------------- | ---------------- | ------------------- |
| Acqueville             | 50001        | 666              | 5.79             | 115                 |
| Auderville             | 50020        | 254              | 4.33             | 51                  |
| Beaumont-Hague         | 50041        | 1885             | 7.90             | 188                 |
| Biville                | 50057        | 570              | 8.70             | 66                  |
| Branville-Hague        | 50073        | 165              | 2.12             | 78                  |
| Digulleville           | 50163        | 293              | 7.89             | 37                  |
| Éculleville            | 50171        | 31               | 2.33             | 13                  |
| Flottemanville-Hague   | 50187        | 889              | 11.39            | 78                  |
| Gréville-Hague         | 50220        | 747              | 10.03            | 74                  |
| Herqueville            | 50242        | 160              | 2.91             | 55                  |
| Jobourg                | 50257        | 482              | 10.15            | 47                  |
| Omonville-la-Petite    | 50385        | 147              | 6.16             | 24                  |
| Omonville-la-Rogue     | 50386        | 493              | 4.29             | 115                 |
| Sainte-Croix-Hague     | 50460        | 834              | 9.84             | 85                  |
| Saint-Germain-des-Vaux | 50477        | 366              | 6.36             | 58                  |
| Tonneville             | 50600        | 642              | 3.84             | 167                 |
| Urville-Nacqueville    | 50611        | 2154             | 11.58            | 186                 |
| Vasteville             | 50620        | 1134             | 16.72            | 68                  |
| Vauville               | 50623        | 374              | 16.35            | 23                  |